# Římskokatolická farnost Janov nad Nisou
Římskokatolická farnost Janov nad Nisou (lat. Johannisberga) je církevní správní jednotka sdružující římské katolíky na území obce Jablonec nad Nisou a v jejím okolí. Organizačně spadá do libereckého vikariátu, který je jedním z 10 vikariátů litoměřické diecéze. Centrem farnosti je kostel svatého Jana Křtitele v Janově nad Nisou.

## Historie farnosti
Od roku 1727 jsou v místě vedeny matriky. Od 1. září 1732 byla zřízena administratura. Kanonicky byla farnost zřízena v roce 1801.

### Duchovní správcové vedoucí farnost
Začátek působnosti jmenovaného v duchovní správě farnosti od:
- 1. 4. 1736 proto admin. Philippus Fetter
- 1739 admin. vacat
- 1747 Antonius Feix
- 1767 Josephus Schudrach, † 2. 5. 1775
- 1775 Joann. Schudrak, † 16. 4. 1817
- 1. 9. 1817 Ioann. Negedly, n. 7. 11. 1776 Neoboleslav., o. 8. 9. 1801, † 21. 5. 1839
- 1828 par. vacat, coop. Jos. Kretschmer
- 1829 Aug. Neumann, n. 15. 6. 1779 Polaun, o. 30. 8. 1803
- 1840 par. vacat, coop. Wenc. Sem
- 1841 Petr. Juna, n. 27. 6. 1797 Drschka, o. 7. 9. 1823, † 19. 11. 1872
- 1872 par. vacat. admin. interc. Guil. Rössler
- 1873 Guil. Rössler, n. 20. 10. 1838 Morchenstern, o. 27. 7. 1865, † 6. 10. 1920
- 1920 par. vacat admin. interc. Guil. Homann
- 1922 Adolph. Fickert n. 1. 4. 1893 Puschwitz, o. 2. 7. 1916, † 15. 3. 1955
- 1. 10. 1942 Car. Franze, n. 16. 6. 1907 Hainspach, o. 29. 6. 1932, † 22. 10. 1965
- 26. 8. 1947 Josef Němeček
- 20. 3. 1951 Ludvík Kubička
- 27. 1. 1956 Stanislav Havlas
- 1. 3. 1957 Oldřich Hodač
- 1. 2. 1990 Jiří Šolc
- 1. 7. 1990 Leopold Paseka
- 1. 10. 1990 Antonín Bratršovský
- 1. 4. 1994 Jiří Veit
- 1. 12. 1995 Antonín Bratršovský
- 17. 5. 2006 Antonín Sedlák
- 1. 8. 2006 Oldřich Kolář, admin. exc.
- 1. 9. 2021 Štěpán Smolen, admin. exc.[3]

Kromě kněží stojících v čele farnosti, působili ve farnosti v průběhu její historie i jiní kněží. Většinou pracovali jako farní vikáři, kaplani, katecheté, výpomocní duchovní aj.

## Území farnosti
Do farnosti náleží území obce:
- Bedřichov (Friedrichswald)[p 2]
- Hrabětice (Grafendorf)[p 2]
- Janov nad Nisou (Johannesberg)[p 2]
- Karlov (Karlsberg)[p 2]
- Kristiánov (Christiansthal[2])[p 2]
- Nová Louka (Neu Wiese[2])[p 2]

## Římskokatolické sakrální stavby na území farnosti
| | Fotografie | Stavba                          | Místo           | Bohoslužby                      | Zeměpisné souřadnice             | Status          | Číslo kulturní památky           |
| Kostely | Kostely    | Kostely                         | Kostely         | Kostely                         | Kostely                          | Kostely         | Kostely                          |
| --- | ---------- | ------------------------------- | --------------- | ------------------------------- | -------------------------------- | --------------- | -------------------------------- |
| 1. |            | Kostel sv. Jana Křtitele        | Janov nad Nisou | bližší informace o bohoslužbách | 50°46′25″ s. š., 15°10′4″ v. d.  | farní kostel    | 10430/5-5487 (Pk•MIS•Sez•Obr•WD) |
| 2. |            | Kostel sv. Antonína Paduánského | Bedřichov       | bližší informace o bohoslužbách | 50°46′25″ s. š., 15°10′4″ v. d.  | filiální kostel | —                                |
| Kaple |            |                                 |                 |                                 |                                  |                 |                                  |
| 3. |            | Kaple Navštívení Panny Marie    | Karlov          | bližší informace o bohoslužbách | 50°46′56″ s. š., 15°12′24″ v. d. | hřbitovní kaple | —                                |
| Některé drobné sakrální stavby a pamětihodnosti lze dohledat zde v databázi Drobné sakrální památky Zaniklé sakrální stavby lze dohledat zde v databázi Poškozené a zničené kostely, kaple a synagogy v České republice |            |                                 |                 |                                 |                                  |                 |                                  |

Ve farnosti se mohou nacházet i další drobné sakrální stavby, místa římskokatolického kultu a pamětihodnosti, které neobsahuje tato tabulka.

## Příslušnost k farnímu obvodu
Z důvodu efektivity duchovní správy byl vytvořen farní obvod (kolatura) farnosti – děkanství Jablonec nad Nisou, jehož součástí je i farnost Janov nad Nisou, která je tak spravována excurrendo. Přehled těchto kolatur je v tabulce farních obvodů libereckého vikariátu.